# Oskar Emil Meyer
Oskar Emil Meyer, född den 15 oktober 1834 i Varel, död den 21 april 1909 i Breslau, var en tysk fysiker. Han var bror till Julius Lothar Meyer och far till Arnold Oskar Meyer.
Meyer blev 1862 docent i Göttingen och var 1864–1904 professor i fysik i Breslau. Han utförde undersökningar om gasers och vätskors inre friktion samt om dynamomaskiner och jordmagnetism. Synnerligen stort anseende vann hans skrift Die kinetische Theorie der Gase (1877; 2:a upplagan 1895–1899). Han utgav Franz Ernst Neumanns Vorlesungen über die Theorie der Elastizität (1885).